# Yoko Narahashi
Yoko Narahashi (奈良橋 陽子, Narahashi Yõko, nascida em 17 de junho de 1947) é uma diretora de elenco, produtora e letrista japonesa. Ela se tornou conhecida por causa de seu envolvimento com os filmes O Último Samurai, Babel e Memórias de uma Gueixa. The Japan Times, jornal independente em língua em inglesa no Japão, se referiu a ela como uma "versátil intérprete do Japão para filmes estadunidenses."

## Biografia
Nascida em Ichikawa, Chiba, Japão, Narahashi mudou-se para Montreal, Quebec, Canadá em 1952, aos cinco anos de idade, quando seu pai conseguiu um emprego na Organização da Aviação Civil Internacional. Ela retornou ao Japão uma década depois para frequentar a Universidade Cristã Internacional em Mitaka, Tóquio. Em 1967, ela retornou à cidade de Nova York, onde estudou na Neighborhood Playhouse School of the Theatre.
Retornando ao Japão, Narahashi fundou duas empresas. A primeira foi uma escola de conversação em inglês (Eikaiwa), Model Language Studio (MLS), que ensinava inglês por meio do teatro. A escola agora tem filiais em 34 países. A segunda era uma empresa de produção e gestão, a United Performers' Studio (UPS), sediada no Actors Studio na cidade de Nova York. Em 1998, ela foi diretora fundadora da UPS Academy, uma escola de atuação voltada para atores estrangeiros.
Narahashi já foi casada com Johnny Nomura, o produtor por trás da popular banda japonesa Godiego. Eles se divorciaram desde então. Narahashi escreveu inúmeras letras de música e teve uma longeva carreira nessa área. Ela escreveu letras para "Gandhara", e Galaxy Express 999. Trabalhou com o cantor Miyavi, escalando-o para atuar.